# LatCharter

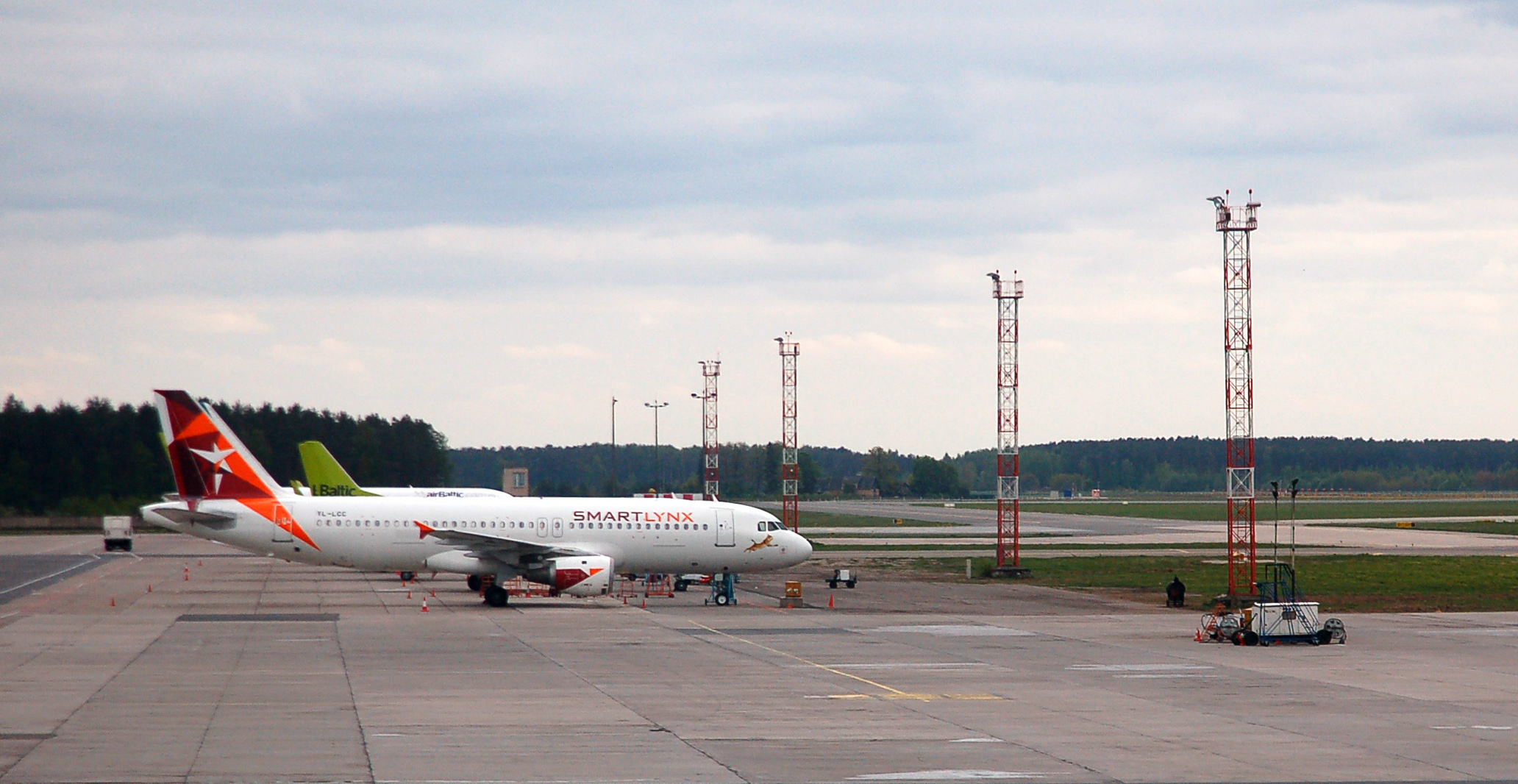
Airbus A320

LatCharter (mã IATA = 6Y, mã ICAO = LTC) là hãng hàng không của Latvia, trụ sở ở Riga. Hãng có dịch vụ chở khách thuê bao tới các điểm đến ở châu Âu, châu Phi và châu Á và hiện có kế hoạch mở các tuyến đường thường xuyên. Căn cứ chính của hãng ở Sân bay quốc tế Riga .

## Lịch sử
LatCharter được 4 viên phi công thành lập năm 1992 và bắt đầu hoạt động từ năm 1993 bằng 1 máy bay Tupolev Tu-134 thuê. Năm 2006 LatCharter hợp tác với hãng Loftleiðir Icelandic, của Icelandair Group,(Iceland), dẫn tới việc Icelandair Group mua 55% cổ phần của LatCharter vào tháng 7/2006 và hứa có thể mua nốt phần còn lại trong tương lai. Hãng hiện có 100 nhân viên (tháng 3/2007).

## Các nơi đến
(Tháng 12/2007): 
- Tenerife
- Hurghada
- Sharm el-Sheikh
- Dubai
- Antalya
- Bodrum
- Dalaman
- Heraklion
- Goa

## Đội máy bay
(Tháng 5/2008):
- 6 Airbus A320-200 (2 bay cho Israir)
- 2 Boeing 767-300 (bay cho Virgin Nigeria Airways)